# Акула-молот велика
Акула-молот велика (Sphyrna mokarran) — вид акул з роду акула-молот родини акули-молоти.

## Опис
Завдовжки від 4,5 до 6,1 м при вазі 230—600 кг. Голова та морда мають молотоподібну форму. Відрізняється від інших представників свого роду набагато більшою головою — завширшки складає 27 % довжини тулуба. З боків розташовані очі. Зуби трикутні та сильно зазубрені, до країв щелеп стають більш зігнутими. На верхній щелепі — 17 рядків зубів, на нижній — 16-17. Має п'ять зябрових щілин, але всмоктуючий отвір відсутній. Тулуб масивний з великим і масивним першим спинним плавцем, що має розмір півмісяця. Шкіра вкрита ромбоподібними зубчиками. Хвостовий плавець асиметричний, має серпоподібну форму. Забарвлення спини темно-коричневе, бронзове або сіре, сіро-коричневе з боків до черева, яке білувате. Межа між спиною та черевом чітко позначено кольором.

## Спосіб життя
Ця акула пелагічна, прибережна. Трапляється на глибині до 100 м на континентальному шельфі та біля коралових рифів. Велика акула-молот є одинаком. Активна вночі. Живиться костистими рибами, акулами, скатами, головоногими молюсками, омарами, кальмарами, восьминогами.
Самці досягають статевої зрілості у віці 2,3-2,8 м, самиці — 2,5-3 м. Є яйцеживородною. Самиця після 11 місяців народжує 10-55 дитинчат завдовжки 60 см.
Тривалість життя сягає 37 років.
Є доволі небезпечною для людини.

## Розповсюдження
Широко поширена в усіх тропічних і субтропічних водах Тихого (від островів Рюкю до Австралії та Французької Полінезії; від Каліфорнійської затоки до Перу), Індійського та Атлантичного океанів (від Північної Кароліни (США) до Уругваю; від Марокко до Сенегалу), проте не досягає високої чисельності. Зустрічається у Середземному та Червоному морі.